# Commonwealth Games 2006/Gewichtheben
Bei den Commonwealth Games 2006 in der australischen Metropole Melbourne fanden im Gewichtheben 16 Wettbewerbe, neun für Männer und sieben für Frauen, statt.
Austragungsort war das Melbourne Exhibition Centre.

## Männer

### Bantamgewicht (bis 56 kg)
| Platz | Land | Sportler                | Gewicht  |
| ----- | ---- | ----------------------- | -------- |
| 1     | MAS  | Baharom Bin Mohd Faizal | 250,0 kg |
| 2     | IND  | Vicky Batta             | 245,0 kg |
| 3     | MAS  | Guntali Bin Matin       | 238,0 kg |

Datum:
16. März 2006, 14:00 Uhr

### Federgewicht (bis 62 kg)
| Platz | Land | Sportler                 | Gewicht  |
| ----- | ---- | ------------------------ | -------- |
| 1     | SRI  | Chinthana Vidanage       | 271,0 kg |
| 2     | IND  | Arun Murugesan           | 271,0 kg |
| 3     | MAS  | Abdul Rashid Bin Roswadi | 261,0 kg |

Datum:
17. März 2006, 14:00 Uhr

### Leichtgewicht (bis 69 kg)
| Platz | Land | Sportler                 | Gewicht  |
| ----- | ---- | ------------------------ | -------- |
| 1     | AUS  | Benjamin Turner          | 294,0 kg |
| 2     | MAS  | Muhammad Hidayat         | 293,0 kg |
| 3     | IND  | Sudhir Kumar Chitradurga | 287,0 kg |

Datum: 18. März 2006, 18:30 Uhr

### Mittelgewicht (bis 77 kg)
| Platz | Land | Sportler                | Gewicht  |
| ----- | ---- | ----------------------- | -------- |
| 1     | GHA  | Majeti Fetrie           | 309,0 kg |
| 2     | IND  | Mohammed Zakir Asdullah | 301,0 kg |
| 3     | PAK  | Muhammad Irfan          | 299,0 kg |

Datum: 19. März 2006, 14:00 Uhr

### Leichtschwergewicht (bis 85 kg)
| Platz | Land | Sportler           | Gewicht  |
| ----- | ---- | ------------------ | -------- |
| 1     | PAK  | Shuja-Ud-Din Malik | 343,0 kg |
| 2     | CMR  | Brice Batchaya     | 331,0 kg |
| 3     | CMR  | Simplice Ribouem   | 325,0 kg |

Datum: 20. März 2006, 18:30 Uhr

### Mittelschwergewicht (bis 94 kg)
| Platz | Land | Sportler           | Gewicht  |
| ----- | ---- | ------------------ | -------- |
| 1     | AUS  | Aleksan Karapetjan | 350,0 kg |
| 2     | AUS  | Simon Heffernan    | 332,0 kg |
| 3     | SCO  | Thomas Yule        | 326,0 kg |

Datum: 21. März 2006, 14:00 Uhr

### Schwergewicht (bis 105 kg)
| Platz | Land | Sportler                   | Gewicht  |
| ----- | ---- | -------------------------- | -------- |
| 1     | CAN  | Akos Sandor                | 341,0 kg |
| 2     | AUS  | Valeriane Saraya           | 333,0 kg |
| 3     | MAS  | Che Mohd Azrol Bin Che Mat | 330,0 kg |

Datum: 22. März 2006, 18:30 Uhr

### Superschwergewicht (über 105 kg)
| Platz | Land | Sportler      | Gewicht  |
| ----- | ---- | ------------- | -------- |
| 1     | AUS  | Chris Rae     | 388,0 kg |
| 2     | AUS  | Damon Kelly   | 385,0 kg |
| 3     | NRU  | Itte Detenamo | 360,0 kg |

Datum: 23. März 2006, 18:30 Uhr

### Powerlifting
| Platz | Land | Sportler        | Gewicht  |
| ----- | ---- | --------------- | -------- |
| 1     | NGR  | Ruel Shaku      | 190,2 kg |
| 2     | ENG  | Jason Irving    | 180,8 kg |
| 3     | AUS  | Darren Gardiner | 178,9 kg |

Beim Powerlifting nahmen ausschließlich Behindertensportler teil.
Datum: 24. März 2006, 14:00 Uhr

## Frauen

### Klasse bis 48 kg
| Platz | Land | Sportlerin             | Gewicht  |
| ----- | ---- | ---------------------- | -------- |
| 1     | IND  | N. Kunjarani Devi      | 166,0 kg |
| 2     | CAN  | Marilou Dozois-Prévost | 165,0 kg |
| 3     | AUS  | Erika Yamasaki         | 153,0 kg |

Datum: 16. März 2006, 14:00 Uhr

### Klasse bis 53 kg
| Platz | Land | Sportlerin      | Gewicht  |
| ----- | ---- | --------------- | -------- |
| 1     | CAN  | Maryse Turcotte | 186,0 kg |
| 2     | PNG  | Dika Loa Toua   | 181,0 kg |
| 3     | AUS  | Nadeene Latif   | 152,0 kg |

Datum: 17. März 2006, 18:30 Uhr

### Klasse bis 58 kg
| Platz | Land | Sportlerin     | Gewicht  |
| ----- | ---- | -------------- | -------- |
| 1     | IND  | Yumnam Chanu   | 185,0 kg |
| 2     | CAN  | Emily Quarton  | 178,0 kg |
| 3     | AUS  | Natasha Barker | 178,0 kg |

Datum: 18. März 2006, 14:00 Uhr

### Klasse bis 63 kg
| Platz | Land | Sportlerin       | Gewicht  |
| ----- | ---- | ---------------- | -------- |
| 1     | WAL  | Michaela Breeze  | 220,0 kg |
| 2     | CAN  | Christine Girard | 212,0 kg |
| 3     | CAN  | Miel McGerrigle  | 190,0 kg |

Datum: 19. März 2006, 18:30 Uhr

### Klasse bis 69 kg
| Platz | Land | Sportlerin           | Gewicht  |
| ----- | ---- | -------------------- | -------- |
| 1     | CAN  | Jeane Lassen         | 229,0 kg |
| 2     | IND  | Laishram Monika Devi | 222,0 kg |
| 3     | SEY  | Janet Thelermont     | 205,0 kg |

Datum: 20. März 2006, 14:00 Uhr

### Klasse bis 75 kg
| Platz | Land | Sportlerin       | Gewicht  |
| ----- | ---- | ---------------- | -------- |
| 1     | AUS  | Deborah Lovely   | 208,0 kg |
| 2     | NRU  | Sheba Deireragea | 202,0 kg |
| 3     | RSA  | Babalwa Ndeleni  | 182,0 kg |

Datum: 21. März 2006, 18:30 Uhr

### Klasse über 75 kg
| Platz | Land | Sportlerin          | Gewicht  |
| ----- | ---- | ------------------- | -------- |
| 1     | IND  | Geeta Rani          | 241,0 kg |
| 2     | IND  | Simple Kaur Bhumrah | 240,0 kg |
| 3     | AUS  | Keisha-Dean Soffe   | 224,0 kg |

Datum: 22. März 2006, 14:00 Uhr

## Medaillenspiegel
| Platz | Land            | Gold | Silber | Bronze | Gesamt |
| ----- | --------------- | ---- | ------ | ------ | ------ |
| 1     | Australien      | 4    | 3      | 4      | 11     |
| 2     | Indien          | 3    | 5      | 1      | 9      |
| 3     | Kanada          | 3    | 3      | 1      | 7      |
| 4     | Malaysia        | 1    | 1      | 3      | 5      |
| 5     | Pakistan        | 1    | –      | 1      | 2      |
| 6     | Ghana           | 1    | –      | –      | 1      |
| 6     | Nigeria         | 1    | –      | –      | 1      |
| 6     | Sri Lanka       | 1    | –      | –      | 1      |
| 6     | Wales           | 1    | –      | –      | 1      |
| 10    | Kamerun         | –    | 1      | 1      | 2      |
| 10    | Nauru           | –    | 1      | 1      | 2      |
| 12    | England         | –    | 1      | –      | 1      |
| 12    | Papua-Neuguinea | –    | 1      | –      | 1      |
| 14    | Neuseeland      | –    | –      | 1      | 1      |
| 14    | Schottland      | –    | –      | 1      | 1      |
| 14    | Seychellen      | –    | –      | 1      | 1      |
| 14    | Südafrika       | –    | –      | 1      | 1      |